# كينيث دوز
كينيث دوز (بالإنجليزية: Kenneth Dawes) هو مصارع هاوي بريطاني، ولد في 17 يناير 1947 في إيزلينغتون ‏ في المملكة المتحدة.

## وصلات خارجية
- كينيث دوز على موقع أوليمبيديا (الإنجليزية)